# 22817 Shankar
22817 Shankar (1999 RC23) là một tiểu hành tinh vành đai chính được phát hiện ngày 7 tháng 9 năm 1999 bởi nhóm nghiên cứu tiểu hành tinh gần Trái Đất phòng thí nghiệm Lincoln ở Socorro.